# Jim Elwes

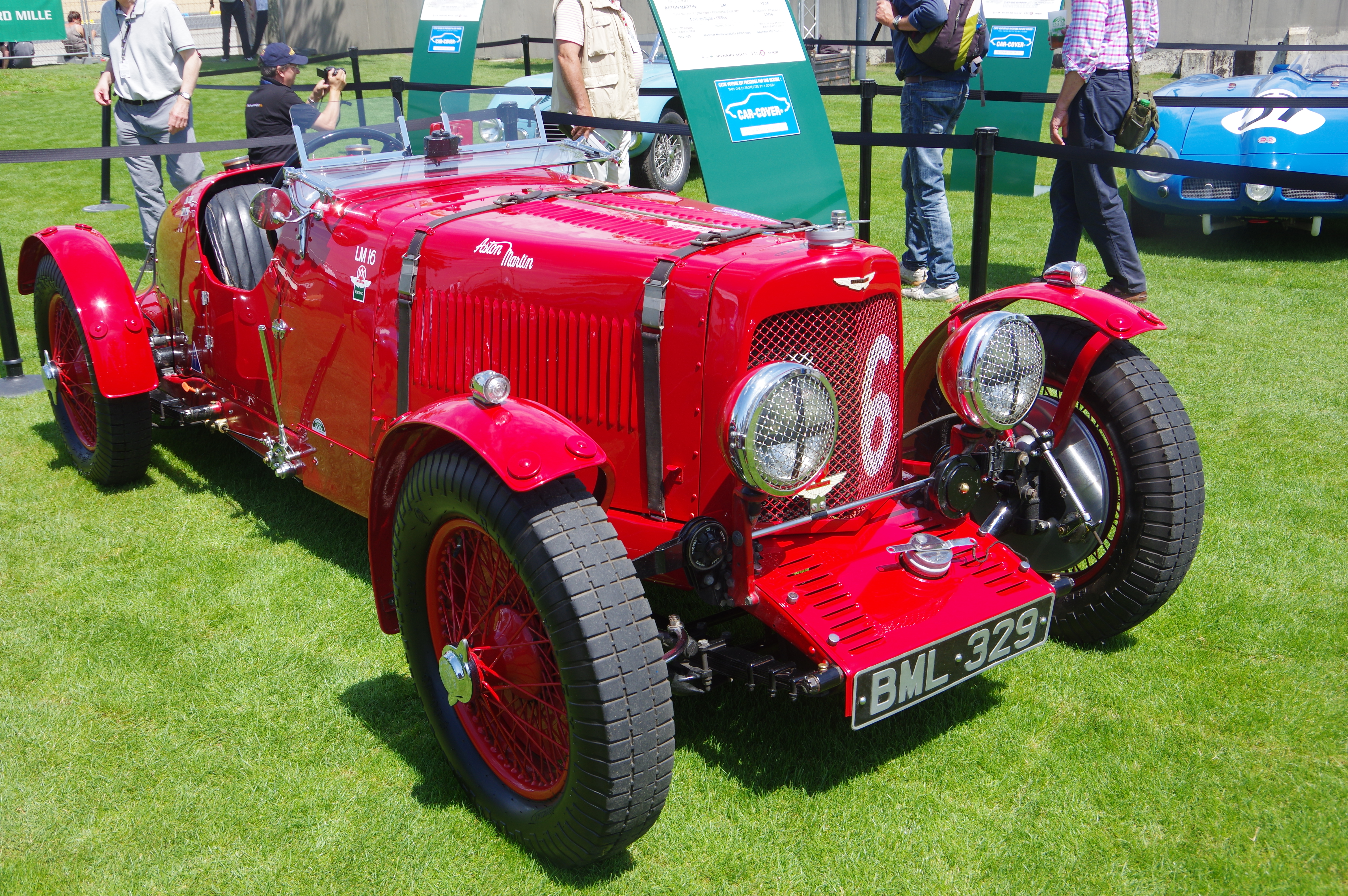
Der von Jim Elwes beim 24-Stunden-Rennen von Le Mans 1934 gefahrene Aston Martin 1½ Le Mans

James Cary „Jim“ Elwes (* 13. Mai 1909 in Ferndown; † 24. Juli 1988 in Chichester) war ein britischer Autorennfahrer.

## Karriere als Rennfahrer
Jim Elwes war in den 1930er-Jahren bei einigen Sportwagenrennen aktiv. Gemeinsam mit Mortimer Morris-Goodall startete er zweimal beim 24-Stunden-Rennen von Le Mans. Nach einem Ausfall 1934 beendete das Duo das Rennen 1935 an der 12. Stelle der Gesamtwertung. Seine beste Platzierung war der sechste Rang beim 10-Stunden-Rennen von Spa-Francorchamps 1934.

## Statistik

### Le-Mans-Ergebnisse
| Jahr | Team              | Fahrzeug                | Teamkollege             | Platzierung | Ausfallgrund |
| ---- | ----------------- | ----------------------- | ----------------------- | ----------- | ------------ |
| 1934 | Aston Martin Ltd. | Aston Martin 1½ Le Mans | Mortimer Morris-Goodall | Ausfall     | Motorschaden |
| 1935 | John Cecil Noël   | Aston Martin 1½ Le Mans | Mortimer Morris-Goodall | Rang 12     |              |

## Einzelnachweis
1. ↑  10-Stunden-Rennen von Spa-Francorchamps 1934

| Personendaten    | Personendaten             |
| ---------------- | ------------------------- |
| NAME             | Elwes, Jim                |
| ALTERNATIVNAMEN  | Elwes, James Cary         |
| KURZBESCHREIBUNG | britischer Autorennfahrer |
| GEBURTSDATUM     | 13. Mai 1909              |
| GEBURTSORT       | Ferndown                  |
| STERBEDATUM      | 24. Juli 1988             |
| STERBEORT        | Chichester                |